# Lassa (Líbano)
Lassa o Lessa (en árabe: لاسا‎) es un municipio en el Distrito de Jbeil de la Gobernación del Monte Líbano, Líbano. Se encuentra a 90 kilómetros  al norte de Beirut. Lassa tiene una elevación promedio de 1,130 metros sobre el nivel de mar y abarca un área de 739 hectáreas. El pueblo tiene una escuela pública, la cual matriculó 15 estudiantes en 2008. Sus habitantes son predominantemente musulmanes shía.
La familia más grande en Lessa es Al Mokdad. Le sigue la familia Al Eitawi.